# WWE Championship
WWE Championship este titlul suprem de campion a World Wrestling Entertainment care în actualitate se afla în divizia SmackDown. Această centură, care a suportat de-a lungul existenței ei mai multe schimbări de nume, corespunde titlului mondial original deținut de federația de wrestling WWE. Actualul campion este Cody Rhodes.

## Schimbări de centură
Oamenii care au reușit să-și transforme centura WWE câștigată sunt: Billy Graham (ușoară diferență dintre o planșă și o bretea roșie), the Ultimate Warrior (în alb, roșu și bretele mov), Stone Cold Steve Austin (realizat un craniu mare pe centură), John Cena (realizat un semn WWE mare în mijloc), Edge (tot la fel ca Cena, dar la mijloc semnul Rated-R Superstar) și cel mai frumos a realizat-o André de Giant la Wrestlemania 3, un fel de glob albastru în mijloc și multe plante.In 2013 titlul WWE si World Heavyweight Championship au fost unificate la TLC.

### Dețineri
Din august 9, 2025.
† indică schimbări de titlu nerecunoscute de către WWE.
| #   | Wrestler                   | Număr de dețineri | Data               | Durată (zile) | Locație                     | Eveniment                     | Detalii suplimentare | Referințe       |
| --- | -------------------------- | ----------------- | ------------------ | ------------- | --------------------------- | ----------------------------- | --- | --------------- |
| 1   | Buddy Rogers               | 1                 | 25 aprilie 1963    | 22            | Rio de Janeiro, Brazil      | House Show                    | A câștigat un turneu după ce WWE și NWA s-au despărțit. | [ 1 ]           |
| 2   | Bruno Sammartino           | 1                 | 17 mai 1963        | 2.803         | New York, NY                | House Show                    | A deținut titlul timp de peste 7 ani, record în wrestlingul profesionist. | [ 2 ]           |
| 3   | Ivan Koloff                | 1                 | 18 ianuarie 1971   | 21            | New York, NY                | House Show                    | | [ 3 ]           |
| 4   | Pedro Morales              | 1                 | 8 februarie 1971   | 1.027         | New York, NY                | Live event                    | Titlul a fost numit WWWF Heavzweight Championship când WWWF s-a reunit cu NWA în 1971. | [ 4 ]           |
| 5   | Stan Stasiak               | 1                 | 1 decembrie 1973   | 9             | Philadelphia, PA            | Eveniment Netelevizat         | | [ 5 ]           |
| 6   | Bruno Sammartino           | 2                 | 10 decembrie 1973  | 1.237         | New York, NY                | Eveniment Netelevizat         | | [ 6 ]           |
| 7   | Billy Graham               | 1                 | 30 aprilie 1977    | 296           | Baltimore, MD               | Eveniment Netelevizat         | | [ 7 ]           |
| 8   | Bob Backlund               | 1                 | 20 februarie 1978  | 2.135         | New York, NY                | Eveniment Netelevizat         | Titlul a fost re-denumit WWF Heavyweight Championship când World Wide Wrestling Federation a devenit World Wrestling Federation în Martie 1979. | [ 8 ]           |
| —   | Antonio Inoki              | 1†                | 30 noiembrie 1979  | —             | Tokushima, Japan            | Eveniment Netelevizat         | Backlund și Inoki de asemenea s-au întâlnit pe 6 decembrie 1979, dar meciul s-a terminat fără câștigător. Inoki imediat după a renunțat la titlu.Acesta nu este recunoscut de WWE ca și campion. |                 |
| —   | Bob Backlund               | 1(2)†             | 17 decembrie 1979  | —             | New York, NY                | Eveniment Netelevizat         | L-a învins pe Bobby Duncum într-un meci de tipul Last Man Standing. |                 |
| —   | Abandonat†                 | —                 | 19 octombrie 1981  | —             | New York, NY                | Eveniment Netelevizat         | Titlul a fost lăsat vacant după ce arbitrul i-a acordat titlul lui Greg Valentine după ce Backlund l-a numărat pe acesta. |                 |
| —   | Bob Backlund               | 1(3)†             | 23 noiembrie 1981  | —             | New York, NY                | Live event                    | L-a bătut pe Greg Valentine într-o revanșă pentru a câștiga titlul rămas vacant. WWE îi cataloghează primul titlu lui Backlund ca fiind neîntrerupt. |                 |
| 9   | The Iron Sheik             | 1                 | 26 decembrie 1983  | 28            | New York, NY                | Eveniment Netelevizat         | Iron Sheik a câștigat prin abandon după ce managerul lui Backlund, Arnold Skaaland a aruncat prosopul în locul acestuia pentru a preveni o posibilă accidentare din cauza manevrei lui Sheik "The Camel Clutch" dar Bob Backlund nu a renunțat. | [ 9 ]           |
| 10  | Hulk Hogan                 | 1                 | 23 ianuarie 1984   | 1474          | New York, NY                | Eveniment Netelevizat         | | [ 10 ]          |
| 11  | André the Giant            | 1                 | 5 februarie 1988   | 0             | Indianapolis, IN            | The Main Event I              | | [ 11 ]          |
| —   | Abandonat                  | —                 | 5 februarie 1988   | —             | Indianapolis, IN            | The Main Event I              | Imediat după ce a câștigat titlul de la Hogan, André l-a vândut lui Ted DiBiase. Președintele WWF la acea vreme, Jack Tunney a anulat vânzarea și titlul a fost lăsat vacant. | [ 11 ]          |
| 12  | Randy Savage               | 1                 | 27 martie 1988     | 371           | Atlantic City, NJ           | WrestleMania IV               | L-a învins pe Ted DiBiase în ultima rundă din turneul eliminatoriu pentru a câștiga acest titlu. | [ 12 ]          |
| 13  | Hulk Hogan                 | 2                 | 2 aprilie 1989     | 364           | Atlantic City, NJ           | WrestleMania V                | | [ 13 ]          |
| 14  | The Ultimate Warrior       | 1                 | 1 aprilie 1990     | 293           | Toronto, ON                 | WrestleMania VI               | Acest meci a fost de asemenea și pentru Titlul Intercontinental al lui Warrior. | [ 14 ]          |
| 15  | Sgt. Slaughter             | 1                 | 19 ianuarie 1991   | 64            | Miami, FL                   | Royal Rumble                  | | [ 15 ]          |
| 16  | Hulk Hogan                 | 3                 | 24 martie 1991     | 248           | Los Angeles, CA             | WrestleMania VII              | | [ 16 ]          |
| 17  | The Undertaker             | 1                 | 27 noiembrie 1991  | 6             | Detroit, MI                 | Survivor Series               | | [ 17 ]          |
| 18  | Hulk Hogan                 | 4                 | 3 decembrie 1991   | 1             | San Antonio, TX             | This Tuesday in Texas         | | [ 18 ]          |
| —   | Abandonat                  | —                 | 4 decembrie 1991   | —             | N/A                         | Superstars                    | Hogan a fost desprins de centură de către Președintele WWF, Jack Tunney, din cauza controversei în legătură cu ultimele două schimbări de titlu. A fost televizat pe 7 decembrie 1991. | [ 18 ]          |
| 19  | Ric Flair                  | 1                 | 19 ianuarie 1992   | 77            | Albany, NY                  | Royal Rumble                  | A câștigat meciul Royal Rumble eliminându-l ultimul pe Sid Justice. | [ 19 ]          |
| 20  | Randy Savage               | 2                 | 5 aprilie 1992     | 149           | Indianapolis, IN            | WrestleMania VIII             | | [ 20 ]          |
| 21  | Ric Flair                  | 2                 | 1 septembrie 1992  | 41            | Hershey, PA                 | Prime Time Wrestling          | Televizat pe data de 14 ianuarie 1992. | [ 21 ]          |
| 22  | Bret Hart                  | 1                 | 12 octombrie 1992  | 174           | Saskatoon, SK               | Eveniment Netelevizat         | | [ 22 ]          |
| 23  | Yokozuna                   | 1                 | 4 aprilie 1993     | 0             | Las Vegas, NV               | WrestleMania IX               | | [ 23 ]          |
| 24  | Hulk Hogan                 | 5                 | 4 aprilie 1993     | 70            | Las Vegas, NV               | WrestleMania IX               | | [ 24 ]          |
| 25  | Yokozuna                   | 2                 | 13 iunie 1993      | 280           | Dayton, OH                  | King of the Ring              | | [ 25 ]          |
| 26  | Bret Hart                  | 2                 | 20 martie 1994     | 248           | New York, NY                | WrestleMania X                | Roddy Piper a fost arbitrul special. | [ 26 ]          |
| 27  | Bob Backlund               | 2(4)†             | 23 noiembrie 1994  | 3             | San Antonio, TX             | Survivor Series               | A fost un meci "aruncă prosopul" ; singura modalitate de a câștiga a fost ca cel din colțul oponentului să arunce un prosop în ring. | [ 27 ]          |
| 28  | Diesel                     | 1                 | 26 noiembrie 1994  | 358           | New York, NY                | Eveniment Netelevizat         | Diesel l-a învins pe Backlund în 8 secunde; cel mai rapid meci pentru centura WWF/E din istorie și ultima dată când centura și-a schimbat deținătorul la un eveniment netelevizat. | [ 28 ]          |
| 29  | Bret Hart                  | 3                 | 19 noiembrie 1995  | 133           | Landover, MD                | Survivor Series               | A fost un meci fără descalificări. | [ 29 ]          |
| 30  | Shawn Michaels             | 1                 | 31 martie 1996     | 231           | Anaheim, CA                 | WrestleMania XII              | A fost un meci Iron Man în care Michaels a câștigat în prelungiri după un scor egal de 0-0. | [ 30 ]          |
| 31  | Sycho Sid                  | 1                 | 17 noiembrie 1996  | 63            | New York, NY                | Survivor Series               | | [ 31 ]          |
| 32  | Shawn Michaels             | 2                 | 19 ianuarie 1997   | 25            | San Antonio, TX             | Royal Rumble                  | | [ 32 ]          |
| —   | Abandonat                  | —                 | 13 februarie 1997  | —             | Lowell, MA                  | Raw                           | Michaels a abandonat titlul din cauza unei accidentări la genunchi. | [ 32 ]          |
| 33  | Bret Hart                  | 4                 | 16 februarie 1997  | 1             | Chattanooga, TN             | In Your House 13: Final Four  | A fost un meci eliminatoriu în care au mai participat Stone Cold Steve Austin, The Undertaker și Vader. | [ 33 ]          |
| 34  | Sycho Sid                  | 2                 | 17 februarie 1997  | 34            | Nashville, TN               | Raw                           | | [ 34 ]          |
| 35  | The Undertaker             | 2                 | 23 martie 1997     | 133           | Rosemont, IL                | WrestleMania 13               | A fost un meci fără descalificări. | [ 35 ]          |
| 36  | Bret Hart                  | 5                 | 03 august 1997     | 98            | East Rutherford, NJ         | SummerSlam                    | Shawn Michaels a fost arbitrul special. | [ 36 ]          |
| 37  | Shawn Michaels             | 3                 | 9 noiembrie 1997   | 140           | Montreal, QC                | Survivor Series               | A câștigat titlul în urma incidentului denumit "Montreal Screwjob" | [ 37 ]          |
| 38  | Stone Cold Steve Austin    | 1                 | 29 martie 1998     | 91            | Boston, MA                  | WrestleMania XIV              | Mike Tyson a fost arbitrul special. | [ 38 ]          |
| 39  | Kane                       | 1                 | 28 iunie 1998      | 1             | Pittsburgh, PA              | King of the Ring              | A fost un meci "primul care sângerează" | [ 39 ]          |
| 40  | Stone Cold Steve Austin    | 2                 | 29 iunie 1998      | 90            | Cleveland, OH               | Raw is War                    | | [ 40 ]          |
| —   | Abandonat                  | —                 | 27 septembrie 1998 | —             | Hamilton, ON                | Breakdown: In Your House      | Abandonat după ce Kane și Undertaker l-au numărat simultan pe Stone Cold Steve Austin într-un meci în 3 și s-a terminat fără câștigător. |                 |
| 41  | The Rock                   | 1                 | 15 noiembrie 1998  | 44            | St. Louis, MO               | Survivor Series               | L-a învins pe Mick Foley în finala unui turneu eliminatoriu la Survivor Series 1998 pentru titlul vacant | [ 41 ]          |
| 42  | Mankind                    | 1                 | 29 decembrie 1998  | 26            | Worcester, MA               | Raw is War                    | A fost un meci fără descalificări, televizat pe data de 4 ianuarie 1999, în aceeași seară cu Fingerpoke Of Doom. | [ 42 ]          |
| 43  | The Rock                   | 2                 | 24 ianuarie 1999   | 2             | Anaheim, CA                 | Royal Rumble                  | A fost un meci I Quit. | [ 43 ]          |
| 44  | Mankind                    | 2                 | 26 ianuarie 1999   | 20            | Tucson, AZ                  | Halftime Heat                 | A fost un meci cu arena goală, care a fost televizat în timpul SuperBowl XXXIII pe 31 ianuarie 1999. | [ 44 ]          |
| 45  | The Rock                   | 3                 | 15 februarie 1999  | 41            | Birmingham, AL              | Raw is War                    | A fost un meci cu scări. | [ 45 ]          |
| 46  | Stone Cold Steve Austin    | 3                 | 28 martie 1999     | 56            | Philadelphia, PA            | WrestleMania XV               | A fost un meci fără descalificări cu Mick Foley arbitru special. | [ 46 ]          |
| 47  | The Undertaker             | 3                 | 23 mai 1999        | 36            | Kansas City, MO             | Over the Edge                 | Vince McMahon și Shane McMahon au fost arbitrii speciali. | [ 47 ]          |
| 48  | Stone Cold Steve Austin    | 4                 | 28 iunie 1999      | 55            | Charlotte, NC               | Raw is War                    | | [ 48 ]          |
| 49  | Mankind                    | 3                 | 22 august 1999     | 1             | Minneapolis, MN             | SummerSlam                    | A fost un meci în trei, Triple H fiind cel de-al treilea implicat, cu Jesse "The Body" Ventura ca arbitru special. | [ 49 ]          |
| 50  | Triple H                   | 1                 | 23 august 1999     | 22            | Ames, IA                    | Raw is War                    | Shane McMahon a fost arbitrul special | [ 50 ]          |
| 51  | Vince McMahon              | 1                 | 14 septembrie 1999 | 6             | Las Vegas, NV               | SmackDown                     | Televizat pe 16 septembrie 1999 cu Shane McMahon arbitru special. | [ 51 ]          |
| —   | Abandonat                  | —                 | 20 septembrie 1999 | —             | Houston, TX                 | Raw is War                    | Vince McMahon a abandonat titlul. | [ 51 ]          |
| 52  | Triple H                   | 2                 | 26 septembrie 1999 | 49            | Charlotte, NC               | Unforgiven                    | A fost un meci cu șase wrestleri, de asemenea implicați și The Rock, Mick Foley, Big Show, British Bulldog și Kane. Stone Cold Steve Austin a fost arbitrul special. | [ 52 ]          |
| 53  | Big Show                   | 1                 | 14 noiembrie 1999  | 50            | Detroit, MI                 | Survivor Series               | A fost un meci în trei, de asemenea implicat și The Rock | [ 53 ]          |
| 54  | Triple H                   | 3                 | 3 ianuarie 2000    | 118           | Miami, FL                   | Raw is War                    | | [ 54 ]          |
| 55  | The Rock                   | 4                 | 30 aprilie 2000    | 21            | Washington, D.C.            | Backlash                      | Shane McMahon a fost arbitrul special. | [ 55 ]          |
| 56  | Triple H                   | 4                 | 21 mai 2000        | 35            | Louisville, KY              | Judgment Day                  | A fost un Iron Man Match de 60 de minute, în care Triple H a câștigat cu 6-5, Shawn Michaels a fost Arbitrul Special. | [ 56 ]          |
| 57  | The Rock                   | 5                 | 25 iunie 2000      | 119           | Boston, MA                  | King of the Ring              | A fost un meci la echipe 3 vs 3, în care The Rock, The Undertaker și Kane i-au învins pe Triple H , Vince McMahon și Shane McMahon.The Rock l-a numărat pe Vince McMahon pentru a câștiga titlul lui Triple H. | [ 57 ]          |
| 58  | Kurt Angle                 | 1                 | 22 octombrie 2000  | 126           | Albany, NY                  | No Mercy                      | A fost un meci fără descalificări. | [ 58 ]          |
| 59  | The Rock                   | 6                 | 25 februarie 2001  | 35            | Las Vegas, NV               | No Way Out                    | | [ 59 ]          |
| 60  | Stone Cold Steve Austin    | 5                 | 1 aprilie 2001     | 175           | Houston, TX                 | WrestleMania X-Seven          | A fost un meci fără descalificări. | [ 60 ]          |
| 61  | Kurt Angle                 | 2                 | 23 septembrie 2001 | 15            | Pittsburgh, PA              | Unforgiven                    | | [ 61 ]          |
| 62  | Stone Cold Steve Austin    | 6                 | 8 octombrie 2001   | 62            | Indianapolis, IN            | Raw                           | | [ 62 ]          |
| 63  | Chris Jericho              | 1                 | 9 decembrie 2001   | 98            | San Diego, CA               | Vengeance                     | Mai devreme în acea seară, Jericho deja îl bătuse The Rock pentru centura WCW. Centura WCW a fost unificată mai târziu cu centura WWF după ce l-a învins și pe Stone Cold Steve Austin.Centura WCW a fost unificată cu centura WWF pentru a deveni Undisputed WWF Champion. | [ 63 ]          |
| 64  | Triple H                   | 5                 | 17 martie 2002     | 35            | Toronto, ON                 | WrestleMania X8               | | [ 64 ]          |
| 65  | Hulk Hogan                 | 6                 | 21 aprilie 2002    | 28            | Kansas City, MO             | Backlash                      | Titlul a fost redenumit WWE Undisputed Championship pe data de 6 mai 2001, după ce World Wrestling Federation (WWF) a pierdut procesul inițiat de World Wide Fund for Nature (de asemenea WWF) și a devenit World Wrestling Entertainment (WWE) | [ 65 ]          |
| 66  | The Undertaker             | 4                 | 19 mai 2002        | 63            | Nashville, TN               | Judgment Day                  | | [ 66 ]          |
| 67  | The Rock                   | 7                 | 21 iulie 2002      | 35            | Detroit, MI                 | Vengeance                     | A fost un meci în trei, în care a fost implicat și Kurt Angle | [ 67 ]          |
| 68  | Brock Lesnar               | 1                 | 25 august 2002     | 84            | Uniondale, NY               | SummerSlam                    | Titlul și-a schimbat numele din Undisputed WWE Championship în WWE Championship după ce a devenit exclusiv brand-ului SmackDown! pe 2 septembrie 2002, ce a rezultat în crearea titlului World Heavyweight Championship.Brock Lesnar a devenit cel mai tânăr campion WWE din istorie.                                                                                           | [ 68 ]          |
| 69  | Big Show                   | 2                 | 17 noiembrie 2002  | 28            | New York, NY                | Survivor Series               | | [ 69 ]          |
| 70  | Kurt Angle                 | 3                 | 15 decembrie 2002  | 105           | Sunrise, FL                 | Armageddon                    | | [ 70 ]          |
| 71  | Brock Lesnar               | 2                 | 30 martie 2003     | 119           | Seattle, WA                 | WrestleMania XIX              | | [ 71 ]          |
| 72  | Kurt Angle                 | 4                 | 27 iulie 2003      | 51            | Denver, CO                  | Vengeance                     | This was a triple threat match, also involving Big Show. | [ 72 ]          |
| 73  | Brock Lesnar               | 3                 | 16 septembrie 2003 | 152           | Raleigh, NC                 | SmackDown!                    | This was a 60-minute Iron Man match, aired 18 septembrie 2003 on SmackDown!. | [ 73 ]          |
| 74  | Eddie Guerrero             | 1                 | 15 februarie 2004  | 133           | Daly City, CA               | No Way Out                    | | [ 74 ] [ 75 ]   |
| 75  | John "Bradshaw" Layfield   | 1                 | 27 iunie 2004      | 280           | Norfolk, VA                 | The Great American Bash       | This was a Texas Bullrope match. | [ 76 ] [ 77 ]   |
| 76  | John Cena                  | 1                 | 3 aprilie 2005     | 280           | Los Angeles, CA             | WrestleMania 21               | The title became exclusive on the Raw brand on 6 iunie 2005 when Cena was drafted to Raw as the first pick in the 2005 Draft Lottery. | [ 78 ] [ 79 ]   |
| 77  | Edge                       | 1                 | 8 ianuarie 2006    | 21            | Albany, NY                  | New Year's Revolution         | Cashed in his "Money in the Bank" contract from WrestleMania 21 immediately after Cena won an Elimination Chamber match. | [ 80 ] [ 81 ]   |
| 78  | John Cena                  | 2                 | 29 ianuarie 2006   | 133           | Miami, FL                   | Royal Rumble                  | | [ 82 ] [ 83 ]   |
| 79  | Rob Van Dam                | 1                 | 11 iunie 2006      | 22            | New York, NY                | ECW One Night Stand           | Cashed in his "Money in the Bank" contract from WrestleMania 22. This was an Extreme Rules match. The title became property of the ECW brand. Van Dam Became the first person to hold both WWE and ECW World Championship. | [ 84 ] [ 85 ]   |
| 80  | Edge                       | 2                 | 03 iulie 2006      | 76            | Philadelphia, PA            | Raw                           | This was a triple threat match, also involving John Cena. The title became exclusive on the Raw brand. | [ 86 ] [ 87 ]   |
| 81  | John Cena                  | 3                 | 17 septembrie 2006 | 380           | Toronto, ON                 | Unforgiven                    | This was a tables, ladders, and chairs match. |                 |
| —   | Vacated                    | —                 | 2 octombrie 2007   | —             | Dayton, OH                  | ECW on Sci Fi                 | Vacated when Cena suffered a torn right pectoral tendon on the October 1 edition of Raw. |                 |
| 82  | Randy Orton                | 1                 | 7 octombrie 2007   | 0             | Rosemont, IL                | No Mercy                      | Awarded the title by Mr. McMahon. | [ 88 ] [ 89 ]   |
| 83  | Triple H                   | 6                 | 7 octombrie 2007   | 0             | Rosemont, IL                | No Mercy                      | | [ 89 ] [ 90 ]   |
| 84  | Randy Orton                | 2                 | 7 octombrie 2007   | 203           | Rosemont, IL                | No Mercy                      | This was a Last Man Standing match. | [ 89 ] [ 91 ]   |
| 85  | Triple H                   | 7                 | 27 aprilie 2008    | 210           | Baltimore, MD               | Backlash                      | This was a Fatal-Four Way Elimination match, also involving John Cena and John "Bradshaw" Layfield. The title became a SmackDown exclusive title once again when Triple H was drafted to SmackDown! on 23 iunie 2008. | [ 92 ] [ 93 ]   |
| 86  | Edge                       | 3                 | 23 noiembrie 2008  | 21            | Boston, MA                  | Survivor Series               | This was a triple threat match, also involving Vladimir Kozlov. Jeff Hardy had originally been scheduled to take part in the match, but did not participate after, in storyline, was assaulted in the stairwell of his hotel prior to the event. Triple H and Kozlov started off in the match, and Edge was revealed as Hardy's surprise replacement, and won the championship. | [ 94 ] [ 95 ]   |
| 87  | Jeff Hardy                 | 1                 | 14 decembrie 2008  | 42            | Buffalo, NY                 | Armageddon                    | This was a triple threat match, also involving Triple H. | [ 96 ] [ 97 ]   |
| 88  | Edge                       | 4                 | 25 ianuarie 2009   | 21            | Detroit, MI                 | Royal Rumble                  | This was a no-disqualification match. | [ 98 ] [ 99 ]   |
| 89  | Triple H                   | 8                 | 15 februarie 2009  | 70            | Seattle, WA                 | No Way Out                    | This was a Elimination Chamber match, also involving Jeff Hardy, Vladimir Kozlov, The Undertaker and Big Show. The title became a Raw exclusive title once again when Triple H was drafted to Raw on 13 aprilie 2009. | [ 100 ] [ 101 ] |
| 90  | Randy Orton                | 3                 | 26 aprilie 2009    | 42            | Providence, RI              | Backlash                      | Won a six-man tag team match in which Orton would win the championship if his team won. | [ 102 ] [ 103 ] |
| 91  | Batista                    | 1                 | 7 iunie 2009       | 2             | New Orleans, LA             | Extreme Rules                 | This was a Steel Cage match. | [ 104 ] [ 105 ] |
| —   | Vacated                    | —                 | 9 iunie 2009       | —             | N/A                         | Announced on WWE.com          | Vacated when Batista suffered a torn left biceps. | [ 106 ]         |
| 92  | Randy Orton                | 4                 | 15 iunie 2009      | 90            | Charlotte, NC               | Raw                           | This was a Fatal Four-Way match also involving Triple H, John Cena and Big Show. | [ 107 ] [ 108 ] |
| 93  | John Cena                  | 4                 | 13 septembrie 2009 | 21            | Montreal, QC                | Breaking Point                | This was an "I Quit" match. If anyone interfered on Orton's behalf, he would have automatically lost the title. | [ 109 ] [ 110 ] |
| 94  | Randy Orton                | 5                 | 4 octombrie 2009   | 21            | Newark, NJ                  | Hell in a Cell                | This was a Hell in a Cell match. | [ 111 ] [ 112 ] |
| 95  | John Cena                  | 5                 | 25 octombrie 2009  | 49            | Pittsburgh, PA              | Bragging Rights               | This was a 60-Minute Anything Goes Iron Man match. If Cena lost, he would have had to leave the Raw brand. | [ 113 ] [ 114 ] |
| 96  | Sheamus                    | 1                 | 13 decembrie 2009  | 70            | San Antonio, TX             | TLC: Tables, Ladders & Chairs | This was a Tables match. | [ 115 ] [ 116 ] |
| 97  | John Cena                  | 6                 | 21 februarie 2010  | 0             | St. Louis, MO               | Elimination Chamber           | This was an Elimination Chamber match, also involving Triple H, Randy Orton, Ted DiBiase and Kofi Kingston. | [ 117 ]         |
| 98  | Batista                    | 2                 | 21 februarie 2010  | 35            | St. Louis, MO               | Elimination Chamber           | Awarded a title shot by [Mr. McMahon immediately after Cena won the Elimination Chamber match. | [ 118 ]         |
| 99  | John Cena                  | 7                 | 28 martie 2010     | 84            | Glendale, AZ                | WrestleMania XXVI             | Title was returned solely to the Raw brand. | [ 119 ]         |
| 100 | Sheamus                    | 2                 | 20 iunie 2010      | 91            | Uniondale, NY               | Fatal 4-Way                   | This was a Fatal Four-Way match also involving Edge and Randy Orton. | [ 120 ]         |
| 101 | Randy Orton                | 6                 | 19 septembrie 2010 | 64            | Rosemont, IL                | Night of Champions            | This was a Six-Pack Challenge Elimination match also involving Edge, John Cena, Chris Jericho and Wade Barrett. | [ 121 ]         |
| 102 | The Miz                    | 1                 | 22 noiembrie 2010  | 160           | Orlando, FL                 | Raw                           | The Miz cashed in his Money in the Bank contract after Randy Orton successfully defended the WWE Championship against Wade Barrett. | [ 122 ]         |
| 103 | John Cena                  | 8                 | 01 mai 2011        | 77            | Tampa, FL                   | Extreme Rules                 | This was a Triple Threat Steel Cage match also involving John Morrison. | [ 123 ]         |
| 104 | CM Punk                    | 1                 | 17 iulie 2011      | 28            | Rosemont, IL                | Money in the Bank             | Punk was scripted to leave WWE the day after with the championship. He returned on the July 25 episode of Raw; his reign was deemed to continue through this period. | [ 124 ]         |
| 105 | Rey Mysterio (and CM Punk) | 1 (1)             | 25 iulie 2011      | 0             | Hampton, VA                 | Raw                           | Rey Mysterio defeated The Miz in the final of an eight man tournament to crown a new champion. CM Punk was also the WWE Champion at this time. | [ 125 ]         |
| 106 | John Cena (and CM Punk)    | 9 (1)             | 25 iulie 2011      | 20            | Hampton, VA                 | Raw                           | Cena defeated Mysterio later that same night. CM Punk, who returned immediately following the match, was also the WWE Champion at this time; he defeated Cena at SummerSlam to become the undisputed champion. | [ 126 ]         |
| 107 | Alberto del Rio            | 1                 | 14 august 2011     | 35            | Los Angeles, CA             | SummerSlam                    | Cashed in his Money in the Bank briefcase and defeated CM Punk, who had just become the undisputed WWE Champion after defeating John Cena. | [ 127 ]         |
| 108 | John Cena                  | 10                | 18 septembrie 2011 | 14            | Buffalo, NY                 | Night of Champions            | | [ 128 ]         |
| 109 | Alberto del Rio            | 2                 | 2 octombrie 2011   | 49            | New Orleans, LA             | Hell in a Cell                | This was a Triple Threat Hell in a Cell match also involving CM Punk. | [ 129 ]         |
| 110 | CM Punk                    | 2                 | 20 noiembrie 2011  | 434           | New York, NY                | Survivor Series               | | [ 130 ]         |
| 111 | The Rock                   | 8                 | 27 ianuarie 2013   | 70            | Phoeniz,Arizona             | Royal Rumble (2013)           | |                 |
| 112 | John Cena                  | 11                | 07 aprilie 2013    | 133           | East Rutherford, NJ         | WrestleMania 29               | |                 |
| 113 | Daniel Bryan               | 1                 | 18 august 2013     | 0             | Los Angeles, California     | Summerslam                    | |                 |
| 114 | Randy Orton                | 7                 | 18 august 2013     | 28            | Los Angeles, California     | Summerslam                    | A folosit valiza banii in banca. |                 |
| 115 | Daniel Bryan               | 2                 | 15 septembrie 2013 | 1             | Detroit, Michigan           | Night of Champions            | |                 |
| —   | Abandonat                  |                   | 16 septembrie 2013 |               |                             | WWE Raw                       | Printr-o decizie a lui Triple H, ca arbitrul Scott Armstrong a făcut un numaratoare rapida pentru Bryan la Night of Champions. |                 |
| 116 | Randy Orton                | 8                 | 27 octombrie 2013  | 161           | Miami, Florida              | Hell in a Cell                | A fost un meci iadul in cusca. Pe 15 decembrie la-invins pe John Cena unificand titlul WWE cu cel World Heavyweight Championship. |                 |
| 117 | Daniel Bryan               | 3                 | 6 aprilie 2014     | 64            | New Orleans, Louisiana      | WrestleMania XXX              | A fost un meci in trei cu Batista si Randy Orton. |                 |
| —   | Vacant                     | —                 | 9 iunie 2014       | —             |                             | WWE Raw                       | A lasat titlul vacant din cauza unei accidentari la gat. |                 |
| 118 | John Cena                  | 12                | 29 iunie 2014      | 49            | Boston, Massachusetts       | Money in the Bank             | A fost un Ladder Match in care au mai participat Randy Orton, Bray Wyatt, Roman Reigns, Alberto del Rio, Cesaro, Kane si Sheamus. |                 |
| 119 | Brock Lesnar               | 4                 | 17 august 2014     | 224           | Los Angeles, California     | Summerslam                    | |                 |
| 120 | Seth Rollins               | 1                 | 29 martie 2015     | 221           | Los Angeles, California     | WrestleMania 31               | Intervenea in meciul dintre Lesnar si Reigns de la Wrestlemania 31 folosind servieta banii in banca |                 |
| —   | Abandonat                  | —                 | 5 noiembrie 2015   | —             |                             | WWE.com                       | Abandona campionatul din cauza unei accidentari |                 |
| 121 | Roman Reigns               | 1                 | 22 noiembrie 2015  | 0             | Atlanta, Georgia            | Survivor Series               | Il invingea pe Ambrose in finala unui turneu. |                 |
| 122 | Sheamus                    | 3                 | 22 noiembrie 2015  | 22            | Atlanta, Georgia            | Survivor Series               | Folosea valiza banii in banca. |                 |
| 123 | Roman Reigns               | 2                 | 14 decembrie 2015  | 41            |                             | WWE Raw                       | A fost un meci titlu vs cariera. |                 |
| 124 | Triple H                   | 9                 | 24 ianuarie 2016   | 70            | Orlando, Florida            | Royal Rumble                  | A castigat titlu in meciul Royal Rumble. |                 |
| 125 | Roman Reigns               | 3                 | 3 aprilie 2016     | 77            | Arlington, Texas            | WrestleMania 32               | |                 |
| 126 | Seth Rollins               | 2                 | 19 iunie 2016      | 0             | Paradise, Nevada            | Money in the Bank             | |                 |
| 127 | Dean Ambrose               | 1                 | 19 iunie 2016      | 85            | Paradise, Nevada            | Money in the Bank             | Folosea servieta bani in banca. |                 |
| 128 | AJ Styles                  | 1                 | 11 septembrie 2016 | 140           | Richmond, Virginia          | Backlash                      | |                 |
| 129 | John Cena                  | 13                | 29 ianuarie 2017   | 14            | San Antonio, Texas          | Royal Rumble                  | |                 |
| 130 | Bray Wyatt                 | 1                 | 12 februarie 2017  | 49            | Phoenix, Arizona            | Elimination Chamber           | |                 |
| 131 | Randy Orton                | 9                 | 2 aprilie 2017     | 49            | Orlando, Florida            | WrestleMania 33               | |                 |
| 132 | Jinder Mahal               | 1                 | 21 mai 2017        | 170           | Rosemont, Illinois          | Backlash                      | |                 |
| 133 | AJ Styles                  | 2                 | 7 noiembrie 2017   | 371+          | Manchester, Anglia          | SmackDown Live                | |                 |
| 134 | Daniel Bryan               | 4                 | 13 noiembrie 2018  | 145           | St. Louis, Missouri         | SmackDown Live                | |                 |
| 135 | Kofi Kingston              | 1                 | 7 aprilie 2019     | 180           | East Rutherford, New Jersey | WrestleMania 35               | |                 |
| 136 | Brock Lesnar               | 5                 | 4 octombrie 2019   | 185           | Los Angeles                 | SmackDown's 20th Anniversary  | |                 |
| 137 | Drew McIntyre              | 1                 | 25 martie 2020     | 214           | Orlando, Florida            | WrestleMania 36               | |                 |
| 138 | Randy Orton                | 10                | 25 octombrie 2020  | 22            | Orlando, Florida            | Hell in a Cell                | A fost un Hell in a Cell match. |                 |
| 139 | Drew McIntyre              | 2                 | 16 octombrie 2020  | 97            | Orlando, Florida            | Raw                           | A fost un No disqualification match. |                 |
| 140 | The Miz                    | 2                 | 21 februarie 2021  | 8             | St. Petersburg, Florida     | Elimination Chamber           | Miz a încasat valiza Money in the Bank. |                 |
| 141 | Bobby Lashley              | 1                 | 1 martie 2021      | 196           | St. Petersburg, Florida     | Raw                           | A fost un lumberjack match. |                 |
| 142 | Big E                      | 1                 | 13 septembrie 2021 | 110           | Boston, Massachusetts       | Raw                           | Big E a încasat valiza Money in the Bank. |                 |
| 143 | Brock Lesnar               | 6                 | 1 ianuarie 2022    | 28            | Atlanta, Georgia            | Day 1                         | A fost un fatal five-way match în care au mai participat Bobby Lashley, Kevin Owens și Seth Rollins. |                 |
| 144 | Bobby Lashley              | 2                 | 29 ianuarie 2022   | 21            | St. Louis, Missouri         | Royal Rumble                  | |                 |
| 145 | Brock Lesnar               | 7                 | 19 februarie 2022  | 43            | Jeddah, Arabia Saudită      | Elimination Chamber           | A fost un Elimination Chamber match în care au mai participat AJ Styles, Austin Theory, Riddle și Seth Rollins. |                 |
| 146 | Roman Reigns               | 4                 | 3 aprilie 2022     | 735           | Arlington, Texas            | WrestleMania 38               | Acesta a fost un meci Winner Takes All în care Reigns a apărat și Campionatul Universal. Reigns a devenit ulterior Undisputed WWE Universal Champion. Titlul a aparținut exclusiv mărcii SmackDown în urma draftului din 2023 și a fost înființat World Heavyweight Championship (WWE) pentru marca Raw.                                                                        |                 |
| 147 | Cody Rhodes                | 1                 | 7 aprilie 2024     | 378           | Philadelphia, Pennsylvania  | WrestleMania XL               | Acesta a fost un meci Bloodline Rules în care Reigns a pus în joc și Campionatul Universal. Numele titlului incontestabil a devenit Undisputed WWE Championship. |                 |
| 148 | John Cena                  | 14                | 20 aprilie 2025    | 105           | Paradise, NV                | Wrestlemania 41               | |                 |
| 149 | Cody Rhodes                | 2                 | 3 august 2025      | 6+            | East Rutherford, NJ         | Summerslam (2025)             | A fost un meci street fight. |                 |

## Zile totale

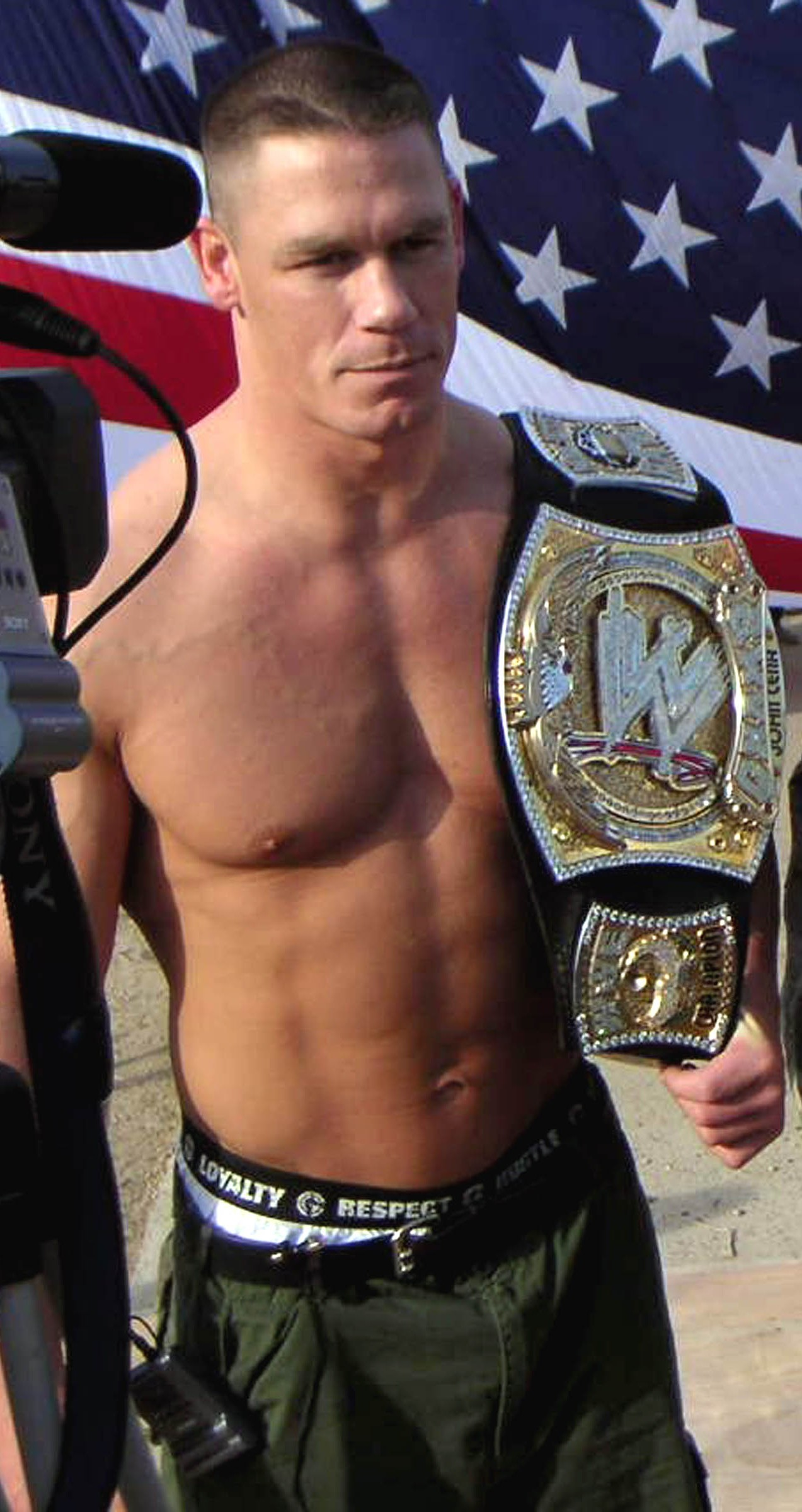
Fostul campion WWE, John Cena.

As of august 9, 2025.
| † | Indică actualul campion |

| Poziție | Wrestler                 | Centuri deținute | zile totale | zile totale recunoscute de WWE |
| ------- | ------------------------ | ---------------- | ----------- | ------------------------------ |
| 1       | Bruno Sammartino         | 2                | 4,040       | 4,040                          |
| 2       | Hulk Hogan               | 6                | 2,185       | 2,185                          |
| 3       | Bob Backlund             | 2                | 2,121       | 2,138                          |
| 4       | John Cena                | 14               | 1,359       | 1,359                          |
| 5       | Pedro Morales            | 1                | 1,027       | 1,027                          |
| 6       | Brock Lesnar             | 5                | ¤752        | 761                            |
| 7       | Randy Orton              | 10               | 680         | 680                            |
| 8       | Bret Hart                | 5                | 654         | 654                            |
| 9       | Triple H                 | 9                | 609         | 611                            |
| 10      | Stone Cold Steve Austin  | 6                | 529         | 529                            |
| 11      | Randy Savage             | 2                | 520         | 520                            |
| 12      | AJ Styles                | 2                | 511         | 511                            |
| 13      | CM Punk                  | 2                | 462         | 462                            |
| 14      | Shawn Michaels           | 3                | 396         | 396                            |
| 15      | The Rock                 | 8                | 367         | 378                            |
| 16      | Diesel                   | 1                | 358         | 358                            |
| 17      | Kurt Angle               | 4                | 297         | 299                            |
| 18      | Superstar Billy Graham   | 1                | 296         | 296                            |
| 19      | The Ultimate Warrior     | 1                | 293         | 293                            |
| 20      | Yokozuna                 | 2                | 280         | 280                            |
| 20      | John "Bradshaw" Layfield | 1                | 280         | 280                            |
| 22      | Drew McIntyre †          | 2                | ¤251+       | 240+                           |
| 23      | The Undertaker           | 4                | 238         | 238                            |
| 24      | Seth Rollins             | 2                | 220         | 220                            |
| 25      | Daniel Bryan             | 4                | 210         | 210                            |
| 26      | Sheamus                  | 3                | 183         | 183                            |
| 27      | Kofi Kingston            | 1                | 180         | 180                            |
| 28      | Jinder Mahal             | 1                | 170         | 170                            |
| 29      | The Miz                  | 2                | 160         | 160                            |
| 30      | Edge                     | 4                | 139         | 139                            |
| 31      | Eddie Guerrero           | 1                | 133         | 133                            |
| 32      | Roman Reigns             | 3                | 118         | 118                            |
| 32      | Ric Flair                | 2                | 118         | 118                            |
| 34      | Chris Jericho            | 1                | 98          | 98                             |
| 35      | Sycho Sid                | 2                | 97          | 97                             |
| 36      | Alberto Del Rio          | 2                | 84          | 84                             |
| 36      | Dean Ambrose             | 1                | 84          | 84                             |
| 38      | Big Show                 | 2                | 78          | 78                             |
| 39      | Sgt. Slaughter           | 1                | 64          | 64                             |
| 40      | Bray Wyatt               | 1                | 49          | 49                             |
| 41      | Mankind                  | 3                | 47          | 36                             |
| 42      | Jeff Hardy               | 1                | 42          | 42                             |
| 43      | Batista                  | 2                | 37          | 37                             |
| 44      | Buddy Rogers             | 1                | 36          | 22                             |
| 45      | The Iron Sheik           | 1                | 28          | 28                             |
| 46      | Rob Van Dam              | 1                | 22          | 22                             |
| 47      | Ivan Koloff              | 1                | 21          | 21                             |
| 48      | Stan Stasiak             | 1                | 9           | 9                              |
| —       | Ted Dibiase              | —                | 8           | —                              |
| —       | Antonio Inoki            | —                | 6           | —                              |
| 49      | Vince McMahon            | 1                | 6           | 4                              |
| 50      | Kane                     | 1                | 1           | 1                              |
| 51      | Rey Mysterio             | 1                | <1          | <1                             |
| 51      | André the Giant          | 1                | <1          | <1                             |